# Atelopus flavescens
Atelopus flavescens är en groddjursart som beskrevs av Duméril och Gabriel Bibron 1841. Atelopus flavescens ingår i släktet Atelopus och familjen paddor. IUCN kategoriserar arten globalt som sårbar. Inga underarter finns listade.